# Etiqueta autoadhesiva

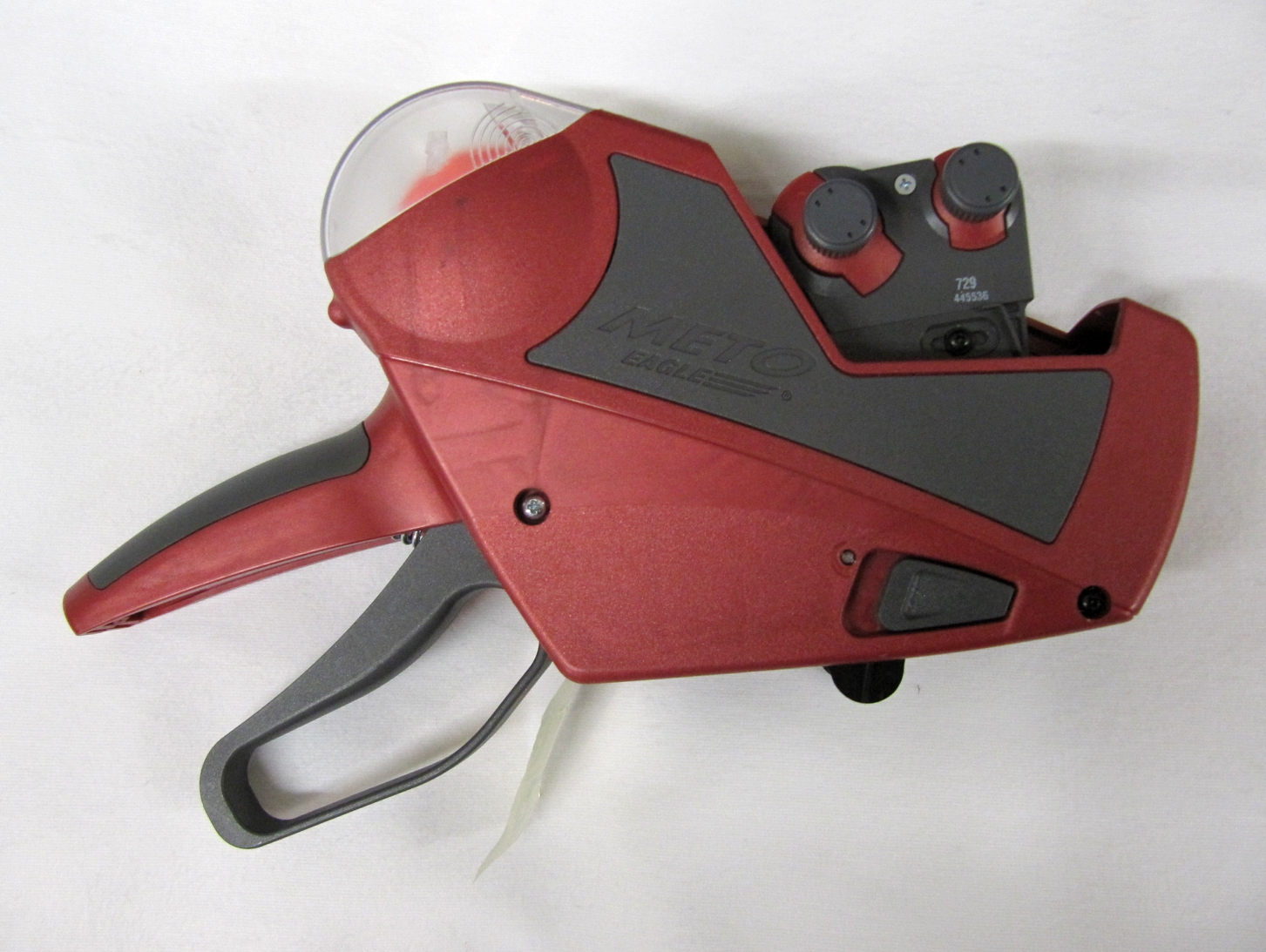
Marcador de preus "METO Eagle" per a etiquetes de preus autoadhesives al detall

Una etiqueta autoadhesiva és una etiqueta creada per l'empresa nord-americana Avery Dennison als anys 30 i serveix, entre d'altres, per identificar, informar, permetre la traçabilitat (RFID) i fins i tot indicar si un producte es troba a la temperatura indicada o dins de la caducitat. (dades Plunkett, 2008) .. Es tracta d'un material compost de diverses capes, que en la seva forma més senzilla consisteix en l'etiqueta real, una capa adhesiva, una capa de silicona i el paper de suport.

## Història

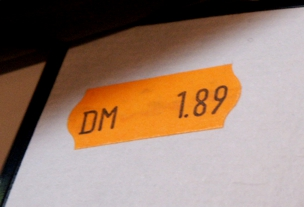
Etiqueta de preu autoadhesiva en DM

Les primeres etiquetes adhesives van aparèixer durant la Segona Guerra Mundial, de la mà d'Avery Dennison es van utilitzar per primera vegada en forma de full. La seva empresa de nova creació, durant la guerra, Avery Dennison Corporation (Avery), es va establir a Anglaterra amb la finalitat de crear una nova línia de materials basada en etiquetes adhesives (Pasiuk, 2006). Avery el 2009 opera a 39 països amb unes 200 fàbriques i oficines (Corbett, 2004, p. 217). L'any 2009, és possible utilitzar etiquetes adhesives en pràcticament totes les línies de negoci. Cerveses premium, cosmètics, productes d'higiene personal i farmacèutics, etc. (Pasiuk, 2006, p.21).
Per a un ús industrial econòmic, era necessari portar les etiquetes en una forma processable per màquina. Aquest objectiu es va aconseguir amb el desenvolupament d'etiquetes autoadhesives en rotllos. L'ús industrial de les etiquetes en rotllo va començar a principis dels anys 50; però no va ser fins després de 1960 que van ser molt utilitzats.
Pocs anys després, es van desenvolupar i oferir diversos dispositius per al sector no industrial, amb els quals es podien produir etiquetes autoadhesives individuals en petites quantitats. Amb els primers dispositius (dispositius de relleu), les lletres de la paraula a crear es col·locaven una darrere l'altra i es transferien per pressió manual a una cinta de plàstic estable amb una capa adhesiva a la part posterior, de manera semblant a com la roda de margarida d'una màquina d'escriure. treballat. La cinta de plàstic, que tenia una pel·lícula de suport a la part posterior, es va ajustar després d'imprimir cada lletra. Les corretges de plàstic sempre tenien un color inherent fosc, i les lletres en relleu sempre apareixien blanques a causa de l'estirament del material. Després d'eliminar la pel·lícula de suport, les etiquetes autoadhesives es podrien enganxar al lloc desitjat un cop finalitzades.

## Fabricació

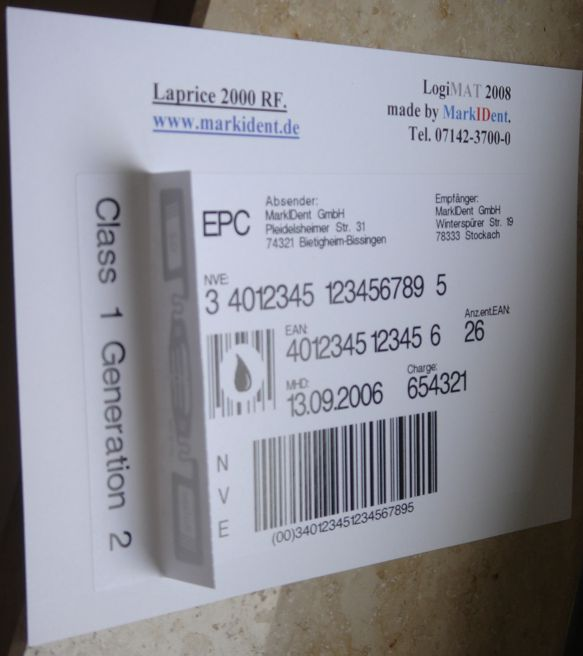
Etiqueta identificadora

Les etiquetes autoadhesives en forma de rotlle es produeixen en màquines d'impressió de rotlles en impremtes especialment equipades. En principi, es duen a terme els següents passos de treball:
- El material d'etiqueta es produeix en forma de rotlles grans ("rotlles mare") en una empresa de recobriments o en un fabricant de material.
- Aquests rotllos, que solen adquirir les impressores com a material de partida, s'alimenten a la màquina d'impressió i es desenrotllen.
- A continuació, l'etiqueta es perfora a la màquina d'impressió, és a dir, les capes superiors del material compost (“material superior”) es tallen segons el contorn de l'etiqueta posterior.
- En el següent pas, també a la impremta, l'anomenada quadrícula es treu i s'enrotlla. Aquest és l'excés de material al voltant de les etiquetes.
- En l'últim pas de la màquina d'impressió, les etiquetes impreses i perforades, sovint diverses tires una al costat de l'altra, es tornen a enrotllar en rotllos grans.

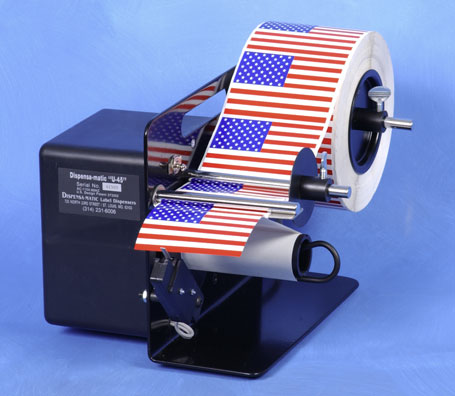
Un dispensador d'etiquetes típic

## Dispensadors
Les etiquetes es poden subministrar per separat o en rotlle o full. Moltes etiquetes estan preimpresses pel fabricant. Altres tenen la impressió aplicada manualment o automàticament en el moment de la sol·licitud. Es poden utilitzar aplicadors especialitzats d'impressores d'etiquetes d'alta velocitat per aplicar etiquetes als paquets; aquests i altres mètodes poden estar subjectes a estàndards reconeguts.
Algunes etiquetes tenen capes protectores, laminats o cinta per cobrir-les després d'aplicar la impressió final. Això és de vegades abans de l'aplicació i de vegades després. Les etiquetes solen ser difícils de pelar i aplicar. Un dispensador d'etiquetes pot accelerar aquesta tasca.

## Àrees d'aplicació

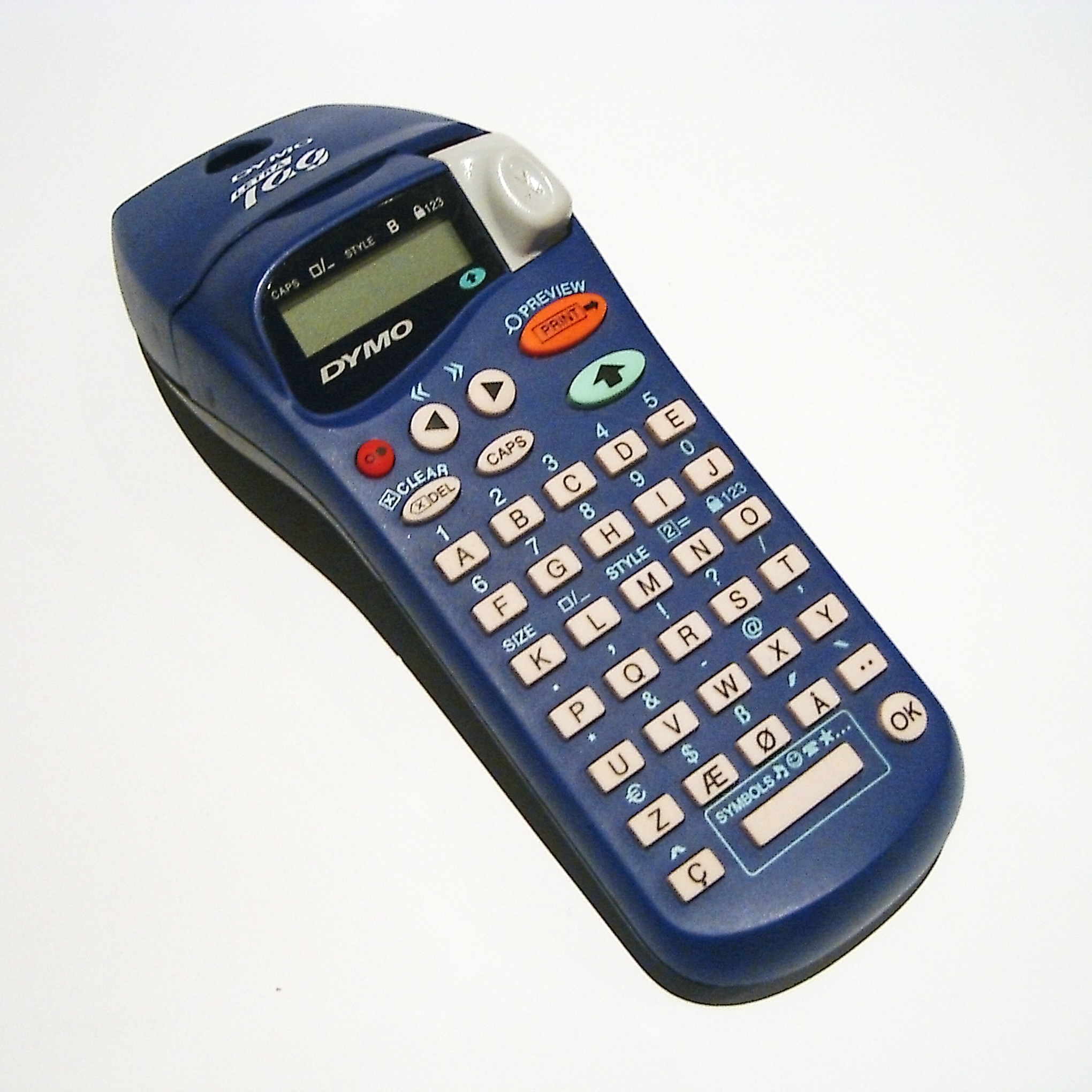
Dispositiu per a la producció d'etiquetes autoadhesives en el sector privat

Avui dia, les etiquetes autoadhesives s'utilitzen principalment a la indústria de l'envasat. En comparació amb les etiquetes adhesives, les etiquetes autoadhesives estan fetes amb una varietat de materials d'alta qualitat i amb una alta qualitat d'impressió. Per tant, són especialment adequades per a la decoració de productes d'alta qualitat en les indústries alimentàries, cosmètiques, farmacèutiques i químiques, així com en molts altres sectors. Sovint, les etiquetes formen part del disseny del producte, proporcionen informació sobre el producte, contenen dades específiques de la producció, poden ser portadors d'informació en logística o tenir una funció tècnica dins dels envasos. Les etiquetes s'utilitzen sovint per permetre un alt grau de flexibilitat a la indústria de l'envasament. En molts casos, l'emmagatzematge d'embalatges o materials d'embalatge específics del producte es pot reduir al mínim, la qual cosa comporta un estalvi en els costos d'envasament. Per regla general, les etiquetes autoadhesives no competeixen amb les etiquetes de cola, però hi ha solapaments en alguns sectors, com ara la indústria de les begudes. Altres alternatives a l'etiqueta adhesiva són el procés en motlle i la funda. A més, s'utilitzen etiquetes per a la identificació d'inventari, com a instruccions de seguretat en zones perilloses o en el transport i l'enviament. L'etiqueta també s'utilitza àmpliament a l'entorn sanitari, p. e. per a la identificació de mostres i expedients o per a prescripcions de medicaments.